# Afterimage (phim)

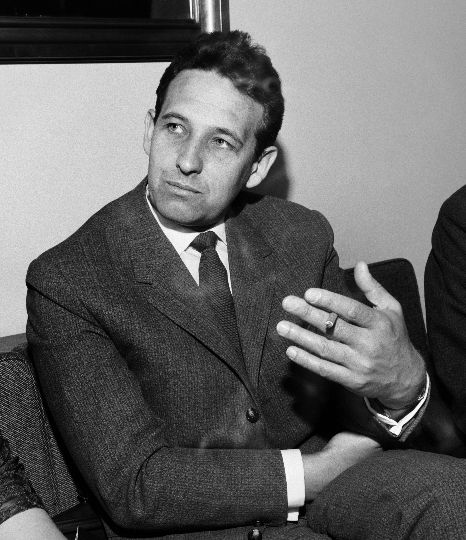
Đạo diễn Andrzej Wajda (1963)

Afterimage (tiếng Ba Lan: Powidoki) là một phim chính kịch của Ba Lan. Bộ phim được Andrzej Wajda đạo diễn và được công chiếu vào năm 2016. Phim đã được trình chiếu trong phần Phim xuất sắc tại Liên hoan phim quốc tế Toronto 2016. Phim được chọn là phim dự thi của Ba Lan cho Phim nói tiếng nước ngoài hay nhất tại Giải Oscar lần thứ 89 nhưng không được đề cử. Bộ phim cũng là phim chiếu Khai mạc tại Liên hoan phim Ấn Độ. Đây là phim cuối cùng của đạo diễn Andrzej Wajda, ông mất vào tháng 10 năm 2016.

## Diễn viên
- Bogusław Linda – Władysław Strzemiński
- Bronislawa Zamachowska – Nika Strzemińska
- Zofia Wichłacz – Hania
- Andrzej Konopka – Personalny
- Krzysztof Pieczyński – Julian Przyboś
- Szymon Bobrowski – Włodzimierz Sokorski
- Mariusz Bonaszewski – Madejski
- Anna Majcher – hàng xóm của Strzemiński
- Paulina Gałązka - Wasińska
- Aleksander Fabisiak – Rajner
- Magdalena Warzecha – nhân viên bảo tàng
- Irena Melcer – Jadzia
- Tomasz Chodorowski – Tomek
- Filip Gurłacz – Konrad
- Mateusz Rusin – Stefan
- Mateusz Rzeźniczak – Mateusz
- Adrian Zaremba – Wojtek
- Tomasz Włosok – Roman

## Cốt truyện
Bối cảnh của phim là năm 1948. Strzemiński là một giảng viên có ảnh hưởng tại Trường Nghệ thuật Thị giác ở Łódź. Tuy nhiên, ông không chấp nhận từ bỏ nghệ thuật trừu tượng dù chế độ Stalin mới yêu cầu rằng chỉ nghệ thuật hiện thực xã hội chủ nghĩa được dạy tại trường. Điều này khiến ông bị tước vị trí của mình tại trường. Các tác phẩm của ông (bao gồm cả tác phẩm nổi tiếng "Neo-Plastic Room" triển lãm tại Bảo tàng Sztuki ở Łódź) hoặc bị thu hồi khỏi tầm nhìn của công chúng hoặc bị phá hủy. Giới quan chức địa phương cũng không cho ông kiếm sống bằng nghề vẽ tranh, ngăn cản ông mua dụng cụ vẽ và không cho ông thu thập tem phiếu thực phẩm.